# Кайрат (молодёжный состав)
«Кайрат (молодежный состав)» — дублирующий состав казахстанского футбольного клуба «Кайрат» из Алматы.

## История
В 1998 году в Казахстане начали проводить турниры дублёров команд Высшей лиги. В том сезоне футбольный клуб «Кайрат» играл в Первой лиге, стал серебряным призёром и получил повышение в классе. В 1999 году создаётся команда дублёров для участия в турнире дублёров.
В 2003 году после отмены соревнований дублёров команд Супер-Лиги создаётся фарм-клуб «Кайрата», который был заявлен в Первый дивизион. В 2005 году команда завоёвывает бронзовые медали юго-западной конференции Первой лиги.
В 2007 году команда снялась с розыгрыша Первой лиги, после семи проведённых матчей, и Кубка Казахстана из-за недостатка финансирования.
С 2008 по 2015 годы команда выступала в турнире дублёров клубов Премьер-Лиги, за исключением сезона 2009 года, когда футбольный клуб «Кайрат» играл в Первой лиге по футболу. В 2014 году команда выиграла Кубок ПФЛ, а в 2015 году стала его финалистом.
В 2016 году команда «Кайрат U-21» в 23-м туре досрочно стала победителем Второй лиги Казахстана по футболу. Согласно регламенту футбольный клуб «Кайрат» обязан выставить команду во Вторую лигу, как участник Премьер-лиги. Таким образом, команда «Кайрат U-21» не могла выйти в Первую лигу. Поэтому для этих целей было решено воссоздать команду Академии. Футбольный клуб «Кайрат А» начал выступление в Первой лиге Казахстана по футболу 2017.
В 2017 году команда становится серебряным призёром Второй лиги Казахстана по футболу. В 2021 году молодёжный состав Кайрата, вместе с составом ФК Кайрат-Жастар образовали ФК Кайрат-Москва. Однако в 2022 году, у москвичей начались финансовые проблемы, и ФК Кайрат-Москва объединился с Кайрат-Жастар, а также с молодëжным составом ФК Кайрат.

## Названия
- 1999—2002 — «Кайрат-дубль»
- 2003 — «Кайрат-2»
- 2004—2007 — «Железнодорожник»
- 2007 — «Спортакадемия Кайрат»
- 2008—2015 — «Кайрат-дубль»
- 2016 — «Кайрат U-21»
- 2017—2018 — «Кайрат-М»
- С 2019 — «Кайрат (молодежный состав)»

## Стадион
В 2003—2007 годах команда играла на стадионах «Динамо» и «Авиатор».
В 2008—2011 годах дублирующая команда использует в качестве домашней арены стадион НЭУ им. Т. Рыскулова.
С 2010 по май 2015 года команда выступает на стадионе УТБ ФК «Цесна», в 2012 году переименованной в стадион «Кайрат».
В 2015—2017 годах молодёжный состав проводит свои игры на стадионе юношеской академии «Кайрат»
С 2018 года команда играет на стадионе академии ФК «Кайрат».

## Достижения клуба
Первая лига
- Бронзовый призёр (1): 2005

Вторая лига
- Победитель (1): 2016
- Серебряный призёр (1): 2017

Турнир дублёров команд Премьер-Лиги
- Победитель (2): 2000, 2011
- Серебряный призёр (3): 2013, 2014, 2015
- Бронзовый призёр (1): 2002

Кубок ПФЛ
- Победитель (1): 2014
- Финалист (1): 2015

## Руководство и тренерский штаб
| Должность                                      | Имя                |
| ---------------------------------------------- | ------------------ |
| Председатель наблюдательного совета            | Кайрат Боранбаев   |
| Член наблюдательного совета                    | Малик Кушалиев     |
| Генеральный директор                           | Алишер Апсалямов   |
| Главный тренер молодёжного состава             | Андрей Травин      |
| Ассистент главного тренера молодёжного состава | Олжас Борибаев     |
| Тренер вратарей молодёжного состава            | Евгений Овчинников |

## Состав
| №  |                 | Позиция | Имя                 | Год рождения |
| -- | --------------- | ------- | ------------------- | ------------ |
| 64 | Флаг Казахстана | Вр      | Валерий Казначеев   | 2000         |
| 71 | Флаг Казахстана | Защ     | Иван Сизов          | 2000         |
| 72 | Флаг Казахстана | Защ     | Вадим Сидоров       | 2000         |
| 74 | Флаг Казахстана | Защ     | Бахтияр Нурузбакиев | 1999         |
| 75 | Флаг Казахстана | Защ     | Улан Утешев         | 1998         |
| 78 | Флаг Казахстана | Защ     | Никита Ярков        | 1999         |
| 84 | Флаг Казахстана | Защ     | Ильяр Саутов        | 2000         |
| 86 | Флаг Казахстана | Защ     | Руслан Джарлаев     | 2001         |
| 95 | Флаг Казахстана | Защ     | Шодиер Булишев      | 2000         |

| №  |                 | Позиция | Имя                | Год рождения |
| -- | --------------- | ------- | ------------------ | ------------ |
| 89 | Флаг Казахстана | ПЗ      | Сагыныш Сериков    | 1999         |
| 93 | Флаг Казахстана | ПЗ      | Арыстанбек Мукашов | 2000         |
| 97 | Флаг Казахстана | ПЗ      | Елсуйер Алпысбай   | 2000         |
| 91 | Флаг Казахстана | Нап     | Еламан Ниязбеков   | 1999         |

## Выступления в Чемпионатах и Кубках Казахстана
| Сезон | Дивизион        | Место    | И  | В  | Н | П  | М     | О  | Кубок Казахстана | Бомбардиры в чемпионате    |
| ----- | --------------- | -------- | -- | -- | - | -- | ----- | -- | ---------------- | -------------------------- |
| 1999  | Турнир дублёров | 4        | 30 | 15 | 6 | 9  | 43-19 | 61 |                  |                            |
| 2000  | Турнир дублёров |          | 28 | 20 | 7 | 1  | 58-14 | 67 |                  |                            |
| 2001  | Турнир дублёров | 4        | 32 | 17 | 4 | 11 | 57-37 | 55 |                  |                            |
| 2002  | Турнир дублёров |          | 22 | 10 | 9 | 3  | 34-18 | 39 |                  | Д.Бяков — 5                |
| 2003  | Первая лига     | 4 (С-В)  | 22 | 12 | 6 | 4  | 41-25 | 42 | 1/8 финала       | Т.Дюсебаев — 6             |
| 2004  | Первая лига     | 4 (Ю-З)  | 24 | 15 | 4 | 5  | 59-19 | 49 | 1/4 финала       | Д. Кусаинов — 14           |
| 2005  | Первая лига     | (Ю-З)    | 22 | 14 | 6 | 2  | 70-23 | 48 | 1/16 финала      | Д. Кусаинов — 23           |
| 2006  | Первая лига     | 5 (Ю-З)  | 26 | 15 | 5 | 6  | 39-25 | 50 | 1/32 финала      | Т.Халмуратов, Тюлеев — 7   |
| 2007  | Первая лига     | 13 (Ю-З) | 7  | 0  | 0 | 7  | 4-20  | 0  | снялась          |                            |
| 2008  | Турнир дублёров | 7        | 30 | 12 | 6 | 12 | 36-35 | 42 |                  | Н.Нусупов — 6              |
| 2010  | Турнир дублёров | 9        | 22 | 6  | 6 | 10 | 31-37 | 24 |                  | А.Богомолов, Р.Мануров — 5 |
| 2011  | Турнир дублёров |          | 22 | 14 | 5 | 3  | 43-21 | 47 |                  | Р.Мануров — 26             |
| 2012  | Турнир дублёров | 9        | 26 | 9  | 7 | 10 | 32-40 | 34 |                  | Н.Даиров — 7               |
| 2013  | Турнир дублёров |          | 22 | 15 | 3 | 4  | 46-18 | 48 |                  | В.Нехтий — 14              |
| 2014  | Турнир дублёров |          | 22 | 11 | 6 | 5  | 55-30 | 39 |                  | А.Оразбаев — 18            |
| 2015  | Турнир дублёров |          | 22 | 13 | 4 | 5  | 51-28 | 43 |                  | Р.Нурмугамет — 17          |
| 2016  | Вторая лига     |          | 26 | 21 | 4 | 1  | 74-23 | 67 |                  | Н.Сматов — 11              |
| 2017  | Вторая лига     |          | 30 | 19 | 6 | 5  | 77-26 | 63 |                  | Б.Жузбай — 20              |
| 2018  | Вторая лига     | 4        | 40 | 22 | 9 | 9  | 79-48 | 75 |                  | М.Айманов — 20             |